# Leioproctus rubricinctus
Leioproctus rubricinctus (лат.) — вид пчёл рода Leioproctus из семейства Colletidae. Австралия.

## Описание
Мелкие пчёлы (длина тела около 5 мм) с опушением из светлых волосков (тело чёрное, тергиты сзади полупрозрачные оранжевые, лабрум оранжевый, жвалы чёрные). От близких видов отличаются следующими признаками: область между глазом и оцеллием матовая, плотно пунктированная и нерегулярно морщинистая, лоб нерегулярно пунктированно-сетчатые, тергиты с вдавлением и оранжевыми полупрозрачными задними краями, первый тергит матовый.
Крылья с 2 субмаргинальными ячейками, клипеус выпуклый (также как и надклипеальная область), скапус усиков короткий и не достигает среднего оцеллия, длинная югальная лопасть заднего крыла, то есть простирающаяся значительно ниже уровня cu-v. Встречаются на цветках Thryptomene tuberculate (Myrtacea). Гнездятся в песчаной и глинистой почве. Включен в состав подрода Colletellus Michener, 1965 (подсемейство Neopasiphaeinae). Вид был впервые описан в 2018 году австралийским энтомологом Remko Leijs (South Australian Museum, Аделаида, Австралия).